# Quendelblättrige Kreuzblume
Die Quendelblättrige Kreuzblume (Polygala serpyllifolia), auch Quendelblättriges Kreuzblümchen genannt, ist eine Pflanzenart aus der Gattung der Kreuzblumen (Polygala) in der Familie der Kreuzblumengewächse (Polygalaceae).

## Beschreibung

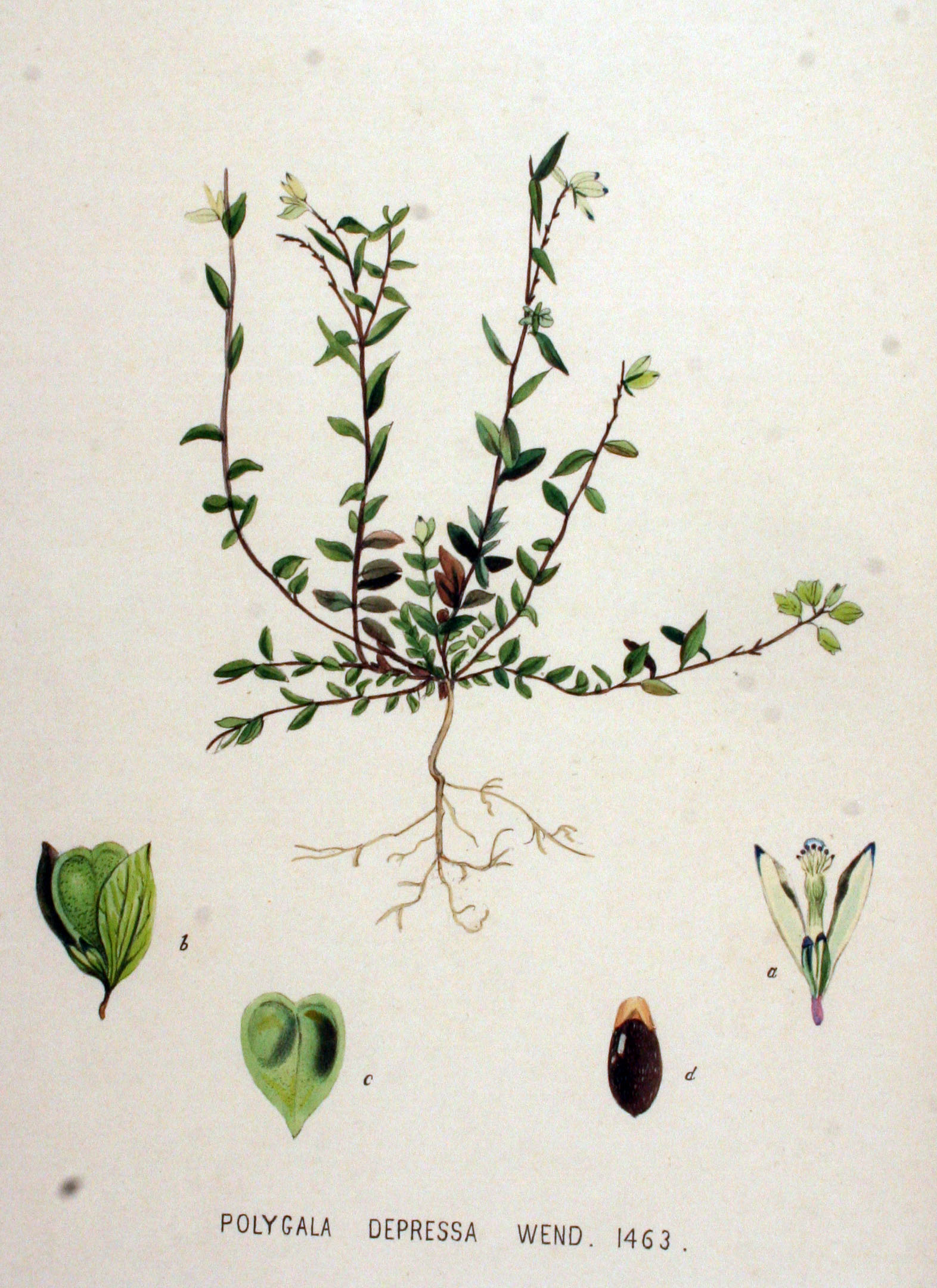
Illustration

### Vegetative Merkmale
Die Quendelblättrige Kreuzblume ist eine mehrjährige krautige Pflanze, die Wuchshöhen von nur 5 bis 20 Zentimetern erreicht. Die Stängel sind meist aufrecht. Die seitlichen Blütentriebe überragen den Hauptstängel.
Untere Laubblätter kommen bisweilen gehäuft vor, sie bilden jedoch keine Blattrosette aus. Die unteren Stängelblätter sind gegenständig, während die oberen etwas größeren Stängelblätter wechselständig am Stängel stehen. Dies unterscheidet die Quendelblättrige Kreuzblume von der größeren Gewöhnlichen Kreuzblume.
Die Form der Blätter ist länglich-lanzettlich.

### Generative Merkmale
Die hauptsächliche Blütezeit ist das Frühjahr und der frühe Sommer; sie blüht zwischen Mai und September. Die Tragblätter sind nicht behaart und werden nicht länger als die Blütenstiele. Die dichten traubigen Blütenständen enthalten bis zu zehn Blüten. Die Blütenknospen überragen die Blütenstandsspitze nicht.
Die zwittrigen Blüten sind zygomorph. Von den insgesamt fünf Kelchblättern sind die beiden großen seitlichen wie Kronblätter gefärbt und hüllen fast die ganze Blüte ein; sie werden als „Flügel“ bezeichnet. Das große untere gefranste Kronblatt wird Schiffchen genannt. Es soll den Insekten als Anflugplatz dienen und die Bestäubung vereinfachen. Die etwa 5 bis 10 Millimeter langen Kronblätter sind meist hellblau, selten auch weiß. Innerhalb der Blüte auf der Oberseite besitzt die Kreuzblume eine zweiklappige Tasche, die die acht Staubblätter, wovon vier untereinander verwachsen sind, und die Fruchtblätter umschließt. Zwei verwachsene Fruchtblätter bilden den oberständigen Fruchtknoten. Nektar wird durch spezielle Nektardrüsen nur am Grunde der Blüte ausgeschieden, weswegen die Kreuzblume auch nur von relativ langrüssligen Insekten bestäubt werden kann.
Die „Flügel“ sind 6 bis 9 Millimeter lang und 3 bis 5 Millimeter breit und überragen die Fruchtknoten nur wenig. Sie sind oberen Ende gerundet und besitzen 6 bis 20 Netzmaschen. Das Schiffchen hat vorne ein kleines zerschlitztes viellappiges Anhängsel. Der Griffel ist genauso lang wie der Fruchtknoten und endet löffelartig. Daran sind die Staubblätter ringartig angeordnet. Die spitze Narbe ist sehr klein und klebrig.
Die stark abgeflachte Kapselfrucht ist geflügelt.
Die Chromosomenzahl beträgt 2n = 32 oder 34.

## Ökologie
Die Quendelblättrige Kreuzblume überdauert den Winter in der schützenden Krautschicht (Hemikryptophyt).
Bestäubt werden ihre Blüten vor allem durch mittel- bis langrüsslige Insekten wie Bienen und kleinen Faltern. Diese müssen ihren Rüssel durch eine kleine löffelartige Bildung des Griffels und der Staubblätter stecken, um an den Nektar zu gelangen. Beim Herausziehen des Rüssels bleibt der Pollen auf dem durch die klebrige Narbe nun klebrigen Rüssel haften.
Die am Licht keimenden Samen werden meist durch den Wind, seltener durch Ameisen ausgebreitet.

## Vorkommen und Gefährdung
Die Quendelblättrige Kreuzblume ist in Europa und Grönland verbreitet.
Die gedeiht in Milleleuropa in Höhenlagen bis maximal 1000 Metern in atlantischem Klima. Sie gedeiht in Milleleuropa meist in wechseltrockenen Wiesen und Silikatmagerrasen. Sie ist eine Charakterart des Juncetum squarrosi.
Die Quendelblättrige Kreuzblume zeigt mit ihrem Auftreten mäßig warmes Seeklima und feuchte, saure, stickstoffarme Böden an. Sie steigt am Feldberg im Schwarzwald bis etwa 1490 Meter Meereshöhe auf.
Die ökologischen Zeigerwerte nach Landolt et al. 2010 sind in der Schweiz: Feuchtezahl F = 3+w+ (feucht aber stark wechselnd), Lichtzahl L = 4 (hell), Reaktionszahl R = 2 (sauer), Temperaturzahl T = 3 (montan), Nährstoffzahl N = 2 (nährstoffarm), Kontinentalitätszahl K = 1 (ozeanisch), Salztoleranz 1 = tolerant.
Die Quendelblättrige Kreuzblume gilt in Deutschland als „gefährdet“. Ursachen dafür sind die Verbuschung und Aufforstung von Magerrasen und Brachland, die Aufgabe der Heidenutzung und die intensive Beweidung von Frisch- und Feuchtwiesen. Außer in Bayern und im Saarland steht die Quendelblättrige Kreuzblume in allen Bundesländern auf der Roten Liste. Innerhalb Zentraleuropas gilt die Quendelblättrige Kreuzblume aber als „ungefährdet“.

## Taxonomie
Die Erstveröffentlichung von Polygala serpyllifolia erfolgte 1797 durch Johann Albert Hosé in Paul Usteri (Hrsg.) Annalen der Botanick, Band 21, Seite 39. Das Artepitheton serpyllifolia bedeutet „thymianblättrig“. Der Name Polygala serpyllacea Weihe ist ein späteres Synonym, publiziert in Flora, Band 9: Seite 745 1826. Ein weiteres Synonym ist Polygala depressa Wenderoth.
Die Pflanzengattung erhielt den Namen Polygala, weil man früher annahm, dass der Verzehr beim Vieh zu mehr Milchproduktion führen würde. So bedeutet poly viel und gala entstammt ebenfalls dem Griechischen und bedeutet Milch.